# Bellepop
Bellepop es un cuarteto femenino español de música pop surgido en 2002 del concurso de talentos Popstars: todo por un sueño. El cuarteto está formado por Carmen Miriam, Elisabeth Jordán, Marta Mansilla y Davinia Arquero. En la formación original como quinteto también contaba con Norma Álvarez.

## Historia
El grupo surgió del talent show Popstars: todo por un sueño, transmitido por la cadena de televisión española Telecinco entre julio y octubre de 2002. El concurso incorporaba galas en las que el público decidía quiénes iban a ser las integrantes finales de un grupo musical.
Carmen Miriam fue la primera clasificada en la gala final, después de haber sido eliminada y posteriormente salvada por cesión de su compañera Roser. Tras ella fueron elegidas Elisabeth, Norma, Marta y Davinia. Mara y Nora, las otras dos de las siete finalistas, quedaron fuera.

### Chicas al poder
Al grupo resultante de las cinco ganadoras se decidió llamarlo Bellepop. La formación publicó el primero de los dos álbumes que tenían contratados con Warner Music Spain. Fue en noviembre de 2002 bajo el título Chicas al poder. El título provenía del de una de sus canciones con la que el grupo había empezado la promoción y que era «Chicas al poder»que por problemas contractuales, no se incluyó en la primera edición. 
El disco debutó en el número 16 de Promusicae vendiendo más de 65.000 copias en su primera semana, con lo cual se convirtió en disco de oro. Este álbum contenía temas que llegaron a ser sencillos, como «La vida que va» y «Si pides más». 
Meses más tarde, en mayo de 2003, se publicó una reedición especial del álbum que incluía, esta vez sí, su proyectada canción «Chicas al poder». La edición especial añadió un total de 50.000 copias más a las ventas globales del álbum inicial. Después de vender más de 150.000 discos en total, se decidió comenzar con la grabación de lo que sería su segundo disco de estudio. 
Mientras, la banda grabó junto a Tony Aguilar la canción «Hacer pensar» para su álbum colaborativo Tony Aguilar y amigos (No están todos los que son, sí son todos los que están), y «Un mundo ideal» para el DVD de varios artistas Ellas & magia, de Disney, ambos de 2003.
Justo antes de terminarse de grabar el segundo álbum de Bellepop, Elisabeth Jordán anunció su marcha del grupo a principios de 2004. Transcurridos unos meses, las otras componentes también decidieron no proseguir con la banda al cancelar la fecha de salida del nuevo disco y todos los eventos que tenían previsto para promocionarlo. Aun así, algunas canciones consiguieron colarse en la red a comienzos de 2005 y se pudieron escuchar estando el grupo ya disuelto.

### Reencuentro
En 2020 durante la crisis sanitaria mundial por el COVID-19, Bellepop, junto a otras chicas de Popstars: todo por un sueño hacen un reencuentro digital, donde participa además el jurado del programa y el presentador. A raíz de ese reencuentro Bellepop vuelve a estar en el candelero y en una entrevista a FormulaTv, aclaran los motivos por los que se disolvió el grupo, la disolución del grupo no tuvo nada que ver con la marcha de Elisabeth. En dicha entrevista declaran que el primer disco fue grabado en unas condiciones pésimas, en una semana, haciéndolas grabar en ocasiones de madrugada. La intención de la discográfica con el segundo disco era grabar en condiciones similares, algo que se sumó al desacuerdo de las cantantes con el significado y estilo musical de las letras que Warner les envió, situación que se agravó tras su agente y discográfica cancelarles una gira de 50 conciertos para 2004 alegando la grabación del nuevo CD, estos movimientos provocaron el inconveniente de dejar a las cinco componentes sin ingresos durante meses, la suma de todo ello provocó la disolución definitiva.

### 2020: Nuevo proyecto tituladoWe Represent
El 18 de abril de 2020 se anuncia el regreso del grupo con un nuevo tema. 
La formación graba el sencillo "We Represent" que recoge el espíritu original de la formación con nuevos aires. El tema se coloca en Número 1 de la plataforma iTunes a las pocas horas de su estreno Además de un videoclip también publicaron una versión limitada en formato CD

## Discografía

### Álbumes de estudio
| Álbum                              | Detalles                                                                                | Ventas                           | Sencillos                                                |
| ---------------------------------- | --------------------------------------------------------------------------------------- | -------------------------------- | -------------------------------------------------------- |
| Chicas al poder                    | - Lanzamiento: 25 de noviembre de 2002 - Discográfica: Warner Music Group - Formato: CD | +100.000 copias Disco de platino | «La vida que va» (2002) «Si pides más» (2003)            |
| Chicas al poder (Edición Especial) | - Lanzamiento: 14 de mayo de 2003 - Discográfica: Warner Music Group - Formato: CD, DVD | +50.000 copias Disco de oro      | «Chicas al poder» (2003) «Si pides más (remixes)» (2003) |

### EP
| Título       | Detalles | Canciones    | Posiciones |
| ------------ | --- | ------------ | ---------- |
| We Represent | - Lanzamiento: 16 de octubre de 2020 - Discográfica: Barba Records - Formato: Digital, CD (edición limitada) | We Represent | 1          |

### Sencillos
| Año  | Canción                                  | Álbum                             | Discográfica  |
| ---- | ---------------------------------------- | --------------------------------- | ------------- |
| 2002 | «La vida que va»                         | Chicas al poder                   | Warner Music  |
| 2002 | «Si pides más»                           | Chicas al poder                   | Warner Music  |
| 2003 | «Chicas al poder»                        | Chicas al poder. Edición Especial | Warner Music  |
| 2003 | «Esta noche mando yo»                    | Chicas al poder. Edición Especial | Warner Music  |
| 2020 | «We Represent» (ft. Roser & Mara Barros) | We Represent (Single)             | Barba Records |

### Colaboraciones
| Año  | Sencillo                           | Álbum                                                                          |
| ---- | ---------------------------------- | ------------------------------------------------------------------------------ |
| 2003 | "Hacer pensar" (con Tony Aguilar)  | Tony Aguilar y amigos (No están todos los que son, sí son todos los que están) |
| 2003 | "Latido urbano" (con Tony Aguilar) | Tony Aguilar y amigos (No están todos los que son, sí son todos los que están) |
| 2003 | "Un mundo ideal"                   | Ellas & magia de Disney                                                        |

## Giras
- 2003: Zona 40

## Videoclips musicales
| Año  | Canción         | Dirección   |
| ---- | --------------- | ----------- |
| 2002 | La vida que va  |             |
| 2002 | Chicas al poder |             |
| 2002 | Si pides más    |             |
| 2003 | Un mundo ideal  |             |
| 2020 | We Represent    | Salva Musté |

## Biografías y carreras en solitario
- Carmen Miriam

Carmen Miriam Jiménez Rivas nació en Ceuta el 29 de abril de 1982. Después de la disolución de Bellepop, apareció su álbum en solitario titulado Tentaciones (2004), publicado bajo el sello Crack Gestión Musical y con sencillos como «Gente» y «Bicho raro», pero sin poder conseguir los resultados de ventas esperados. En 2007 participó en la preselección televisiva de Misión Eurovisión, sin lograr estar entre los finalistas elegidos. Ese mismo año pasó a formar parte de las voces de una de las formaciones más míticas de España, La Década Prodigiosa, en donde permaneció hasta 2010 y con los cuales apareció en dos CD, 100.000 kilómetros (2009) y Spanish Dance (2010). Después de haber formado parte entre 2013-2014 de El Regreso de La Década en Vivo (grupo émulo de La Década Prodigiosa), se integró en 2015 como cantante y bailarina en la orquesta andaluza La Tentación. Actualmente es agente de seguridad privada y esta opositando para entrar en la Guardia Civil. 
- Elisabeth Jordán

Elisabeth Jordán Cañavate nació en Cartagena el 26 de agosto de 1983. Fue la primera en abandonar Bellepop mediante un comunicado el 12 de enero de 2004. Después de una serie de castings, pasó a formar parte del reparto en 2005 de la sexta temporada de Un paso adelante así como de la segunda versión de UPA Dance, grupo surgido a raíz de la serie y con los que llegó a grabar el álbum Contigo. Ese mismo año abandonó el mundo de la música mediante un comunicado en su web oficial. En 2014, a través de una entrevista realizada por el magacín online The Jukepop, Elisabeth habló de las razones por las que desapareció del panorama musical en 2006, así como de su separación de Bellepop o de la disolución del grupo UPA Dance. Además, desmintió que se hubiese casado o tenido dos hijos, o que hubiese residido en Nueva York, como se rumoreaba. Desde 2013 pasó a formar parte de la orquesta La Mundial, con la que recorría la geografía española.
- Norma Álvarez

Norma Álvarez Troyano nació en Valencia el 4 de marzo de 1982. Tras dejar Bellepop comenzó a trabajar en diversos musicales, entre los que llegó a interpretar en 2006 el personaje de Carmen Diaz en el musical Fama. Atrás quedaban varias canciones compuestas y grabadas entre 2003-2004 que aparecerían publicadas posteriormente en forma de un álbum digital promocional titulado Rayos de sol acreditado al nombre artístico de Lil Normah. En 2008, y bajo el nombre artístico de La Nena, entró a formar parte de la plataforma de nuevos talentos de Orange en España. Para entonces ya había comenzado a tener una relación sentimental con el bailarín y cantante Sergio Alcover, con el que tendría dos hijos. Ambos abrieron en 2012 una escuela de artes escénicas en Valencia en la que Norma impartía clases de jazz.
- Marta Mansilla

Marta Mansilla Sánchez nació en Córdoba el 15 de octubre de 1981. En 2006 comenzó a preparar el que sería su primer CD en solitario, editado bajo el sello Disparate Records y titulado Alma latina (2008), del cual se extrajo el sencillo «Me lo merezco». El disco estaba producido por Nicola Almagro bajo supervisión de Manuel Ruiz Queco. A finales de 2009 integró el grupo de música pop Venus junto a Mimi Segura (OT 2008) y Diana Tobar (OT 2009). El grupo nació con la idea de intentar representar a España en el Festival de Eurovisión 2010 con el tema «Perfecta». Tras la notoriedad conseguida por la canción, decidieron editar un nuevo sencillo titulado «Restos del ayer», para finalmente publicar en 2011 el CD Like a Superstar, que sin conseguir llegar al disco de oro, cumplió con las expectativas creadas por el grupo y la disquera. De él se extrajo su siguiente sencillo, «Pin Up Girl». En octubre de 2011 se anunció la separación del trío. Desde entonces tuvo diversas colaboraciones en proyectos musicales independientes. En 2009 contrajo matrimonio y en 2012 tuvo un hijo. En el verano de 2016 sustituyó a Mercedes Durán (OT 2006) durante la gira de ese año de los Supersingles.
- Davinia Arquero

Davinia Arquero Estévez nació en Motril el 24 de diciembre de 1982. Una vez finalizada la aventura de Bellepop, ofreció conciertos por su ciudad natal y la capital española. En 2006 presentó a TVE la canción «Sexy para ti» con intenciones de representar a España en el Festival de Eurovisión 2006, en una preselección cerrada donde la directiva del canal escogería al representante. Ese año pasó a llamarse Dae (iniciales de su nombre y apellidos), tras un tiempo concediendo conciertos por diversas ciudades españolas. En 2007 se juntó a Jero formando el proyecto Miss Dae. En 2008 grabaron una maqueta con ocho canciones. Ambos siguieron concediendo conciertos por diversos locales del circuito madrileño, mientras intentaron sacar a la luz su primer CD. En 2011 lanzó un nuevo tema bajo el nombre de Davinia Arquero, «Para ti esta canción». Posteriormente se retiró de la música siendo madre de un niño, actualmente trabaja como cartera en Correos.